# 天創工業
天創工業株式会社（てんそうこうぎょう）は、東京都に本社がある建設会社（サブコン）である。

## 概要
本社内に株式会社優美（内装工業業）が存在する。工事実績が天創工業との物件が一緒なものが多く見受けられるので関係性は高い。

## 主な施工物件[2]
ホームページからの工事実績も見ても有名な物件が揃っている。
- 池袋サンシャインシティ外装改修や同施設のサンシャイン水族館リニューアル
- 東京カテドラル聖マリア大聖堂外装改修工事
- 法政大学市ヶ谷キャンパス55・58年館外装改修工事
- 三越新宿店耐震補強工事
- MOVIX亀有新築工事
- 豊島岡女子学園外装改修工事
- JT本社ビル内装工事
- 芝浦工業大学中学・高等学校内装耐震工事
- 日本大学会館内装改修工事
- オリジン電気耐震補強工事
- 新宿パレットタウン（ユニクロ）改修工事

## 技術開発[3]
天創工業独自での研究機関が存在しているようで、以下の特許を取得している。
- 風車装置及びそれを用いた風力発電装置
- 粉塵飛散防止具
- 空気調和機の室内機
- 建物内水力発電装置

## 関連会社
- 株式会社　優美